# Apollo 6
Apollo 6, eller AS-502, var den andra och sista obemannade testflygningen av Saturn V-raketen i omloppsbana runt jorden. Uppskjutningen gjordes för att testa flerstegsraketens förmåga att föra Apolloprogrammets rymdfarkoster till en bana runt månen varför den bar en last motsvarande 80 procent av de fullt utrustade rymdfarkosterna. Flygningen gjordes också för att ta reda på hur kommandomodulens värmesköld klarade ett återinträde i jordatmosfären efter en färd runt månen.
Raketen sköts upp från Kennedy Space Center LC 39A den 4 april 1968, 12:00:01 UTC. Under uppskjutningen fick man problem med både första och andra raketstegen. Men raketens egen dator kunde kompensera för problemen.